# 紹斯塔基夫
50°39′25″N 25°59′39″E / 50.65694°N 25.99417°E
紹斯塔基夫（烏克蘭語：Шостаків），是烏克蘭西北部里夫内州里夫内区佳季科维奇市镇的村落。始建於1940年，面積0.25平方公里，海拔高度196米，2001年人口126，人口密度每平方公里504人。